# William Porcher Miles

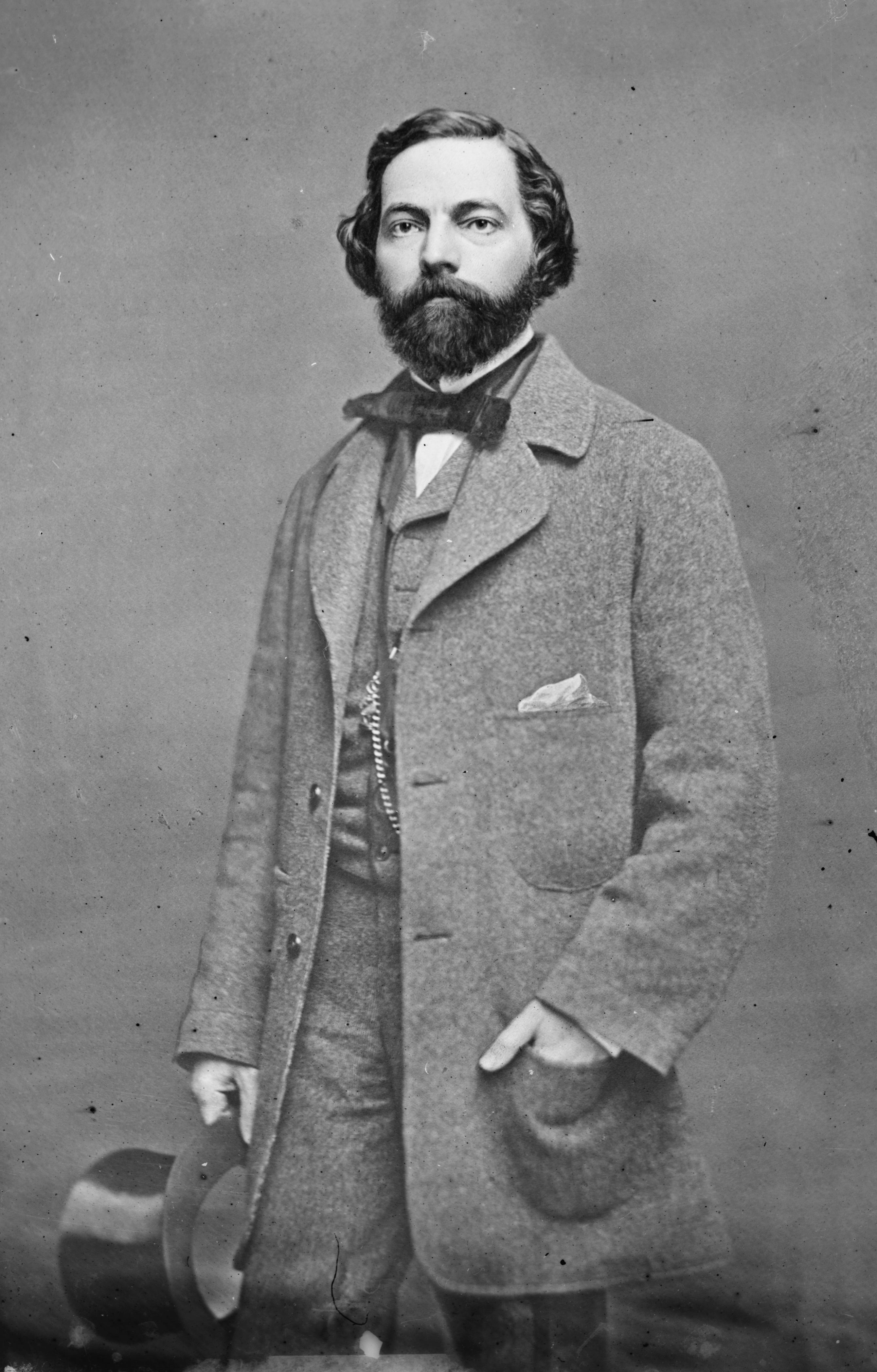
William Porcher Miles

William Porcher Miles (* 4. Juli 1822 in Charleston, South Carolina; † 11. Mai 1899 in Burnside, Louisiana) war ein US-amerikanischer Politiker, der den Bundesstaat South Carolina im US-Repräsentantenhaus und im Konföderiertenkongress vertrat.

## Werdegang
William Porcher Miles wurde am 4. Juli 1822 in Charleston als zweiter von fünf Söhnen der Familie geboren. Bis 1836 wurde er zusammen mit seinen Brüdern zu Hause unterrichtet und wechselte dann an die Willington School in Charleston. Ab 1838 besuchte er das Charleston College, das er 1842 mit einer Graduierung mit Auszeichnung verließ. Ferner studierte er Jura, bekam seine Zulassung als Anwalt und praktizierte dann in Charleston.
1855 war er freiwillig als Pfleger in Norfolk (Virginia), da dort eine Gelbfieberepidemie ausgebrochen war. Darüber wurden in Charleston lobende Berichte verbreitet, die dazu führten, dass er ohne sein Wissen für die Southern Rights Party zur Wahl als Bürgermeister vorgeschlagen wurde. Zwei Tage vor der Wahl kehrte er zurück, gewann die Wahl und blieb vom 9. November 1855 bis 1857 in diesem Amt. Parallel wurde er als Demokrat in den 35. und den 36. US-Kongress gewählt, wo er vom 4. März 1857 bis zu seinem Rücktritt im Dezember 1860 tätig war. Bis zum Ablauf seiner zweijährigen Amtszeit als Bürgermeister nahm er beide Ämter parallel wahr. In Washington lernte er Muscoe Russell Hunter Garnett und Laurence M. Keitt kennen; er gehörte zu den Befürwortern der Sklavenhaltung und unterstützte die Sezession der Südstaaten.
Im Sezessionskonvent South Carolinas war Miles Vorsitzender des Ausschusses für auswärtige Beziehungen und unterzeichnete die Sezessionserklärung (Ordinance of Secession). Miles vertrat den Wahlbezirk Charleston als Deputierter im provisorischen Konföderiertenkongress im Februar 1861 in Montgomery (Alabama) und beteiligte sich an der Ausarbeitung der neuen Verfassung. Er führte den Vorsitz im Ausschuss für die Gestaltung der Fahne sowie dem für militärische Angelegenheiten. Danach war er auch Abgeordneter des ersten sowie des zweiten Konföderiertenkongresses, denen er von Februar 1862 bis zum März 1864 angehörte. Ferner war er 1861 während des Bürgerkrieges kurzzeitig Colonel im Stab vom General Beauregard. 1863 heiratete er Betty Bierne, die Tochter eines reichen Pflanzers.
Nach dem Krieg wohnte er zunächst weiter in Charleston, zog aber 1867 aus der schwer zerstörten Stadt auf die von seinem Schwiegervater erworbene Plantage Oak Ridge im Nelson County in Virginia. Nach dem Tod seiner Frau im Jahr 1874 kehrte er 1880 nach South Carolina zurück und wurde von 1880 bis 1882 Präsident der University of South Carolina in Columbia.
Ab 1882 verwaltete er die von seinem Schwiegervater geerbte Plantage Houmas, heute Burnside, im Ascension Parish in Louisiana. Er gehörte zu den größten Grundbesitzern im Bundesstaat, zuletzt befanden sich sieben Plantagen mit einer gesamten jährlichen Zuckerproduktion von 9000 Tonnen in seinem Eigentum. Er war im Verband der Zuckerproduzenten tätig, Mitbegründer eines Zuckerforschungsinstituts und der wöchentlichen Zeitung The Louisiana Planter and Sugar Manufacturer, die in New Orleans erschien. Miles war weiterhin politisch tätig, strebte aber kein Wahlamt mehr an. Er setzte sich gegen eine staatliche Lotterie, einen Zuckerzoll und andere Maßnahmen der republikanischen Regierung ein. William Miles verstarb am 11. Mai 1899 auf seinem Anwesen Houmas House in Burnside und wurde auf dem Friedhof von Union (West Virginia) beigesetzt.

## Biographien
- Coski, John M. The Confederate Battle Flag: America's Most Embattled Emblem. Cambridge: The Belknap Press of Harvard University Press, 2005. ISBN 0-674-01722-6.
- Daniel, Ruth McCaskill. William Porcher Miles: Champion of Southern Interests. M.A. thesis, University of North Carolina, Chapel Hill, 1943.
- Miles, William Porcher. The annual address delivered before the Cliosophic Society, March 29, 1847. Charleston: T.W. Haynes, 1847.
- ———. How to Educate Our Young Lawyers. Address to the law class of the University of Maryland. Columbia, S.C.: The Presbyterian Publishing House, 1882.
- ———. Oration delivered before the Fourth of July Association. By Wm. Porcher Miles on the Fourth of July 1849. Charleston: James S. Burges, 1849.
- Smith, Clarence McKittrick, Jr. William Porcher Miles, Progressive Mayor of Charleston, 1855-1857. Proceedings of the South Carolina Historical Association 12 (1942): 30-39.
- Walther, Eric. H. "Abstractions: William Porcher Miles." In The Fire-Eaters, pp. 270-96. Baton Rouge: Louisiana State University Press, 1992.